# Unisys
Unisys, è una multinazionale americana di IT service management. Ha la sede a Blue Bell ed è quotata alla Borsa di New York.

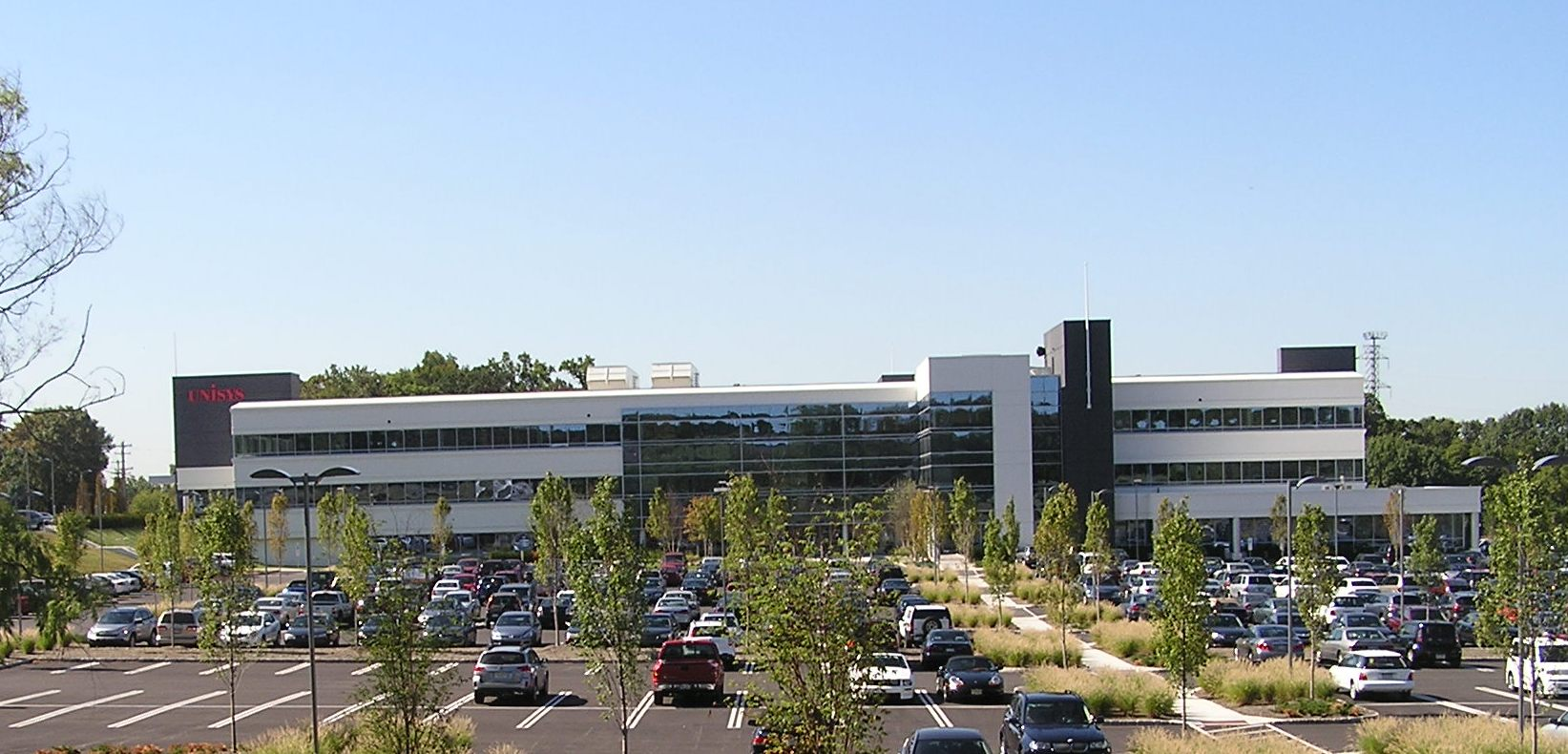
La sede Unysis a Blue Bell, Pennsylvania

## Storia
Unisys è stata fondata nel 1986 dalla fusione delle società mainframe Sperry Corporation  e Burroughs Corporation, con Burroughs che aveva acquistato Sperry Corporation per 4,8 miliardi di dollari.  Il nome è stato scelto tra oltre 31.000 candidature in un concorso interno; ha vinto Christian Machen che ha presentato la parola "Unisys", composta da parti delle parole unite, informazioni e sistemi.
La fusione fu la più grande dell'industria informatica dell'epoca e rese Unisys la seconda più grande azienda di computer con un fatturato annuo di 10,5 miliardi di dollari. Al momento della fusione, Unisys aveva circa 120.000 dipendenti. Michael Blumenthal divenne CEO e presidente e si dimise nel 1990 dopo diversi anni di perdite. James Unruh (ex Memorex e Honeywell) divenne il nuovo CEO e presidente e continuò in quel ruolo fino al 1997, quando Larry Weinbach di Arthur Andersen fu nominato nuovo CEO. Nel 1997, i licenziamenti avevano ridotto il numero di dipendenti a livello mondiale a circa 30.000.
Oltre all'hardware, sia Burroughs che Sperry avevano una storia di lavoro sui contratti governativi statunitensi. Unisys continua a fornire hardware, software e servizi a varie agenzie governative.